# Faktorsubstitution
Als Faktorsubstitution werden in der Betriebswirtschaftslehre und Volkswirtschaftslehre die Austauschbeziehungen zwischen den Produktionsfaktoren Arbeit, Kapital und Boden bezeichnet.

## Allgemeines
Austauschbeziehung (oder Substitutionalität) bedeutet, dass die volkswirtschaftlichen Produktionsfaktoren Arbeit, Boden und Kapital im Produktionsprozess in unterschiedlichen Mengenkombinationen eingesetzt werden können. Dabei wird unterstellt, dass jeder Produktionsfaktor einen anderen vollständig ersetzen kann. Das gilt jedoch nicht für den Boden, weil dieser als Sachkapital zum Faktor Arbeit in einem Komplementärverhältnis steht (im primären, sekundären und tertiären Sektor). Da auch zwischen Arbeit und Kapital ein Komplementärverhältnis besteht, müssen beide Faktoren stets miteinander so kombiniert werden, so dass auf keinen der beiden völlig verzichtet werden kann.
Im Rahmen des Produktionsprozesses unterstützen Produktionsfunktionen die Entscheidung, ob und in welchem Maße ein Produktionsfaktor durch einen anderen ersetzt (substituiert) wird.
Nach Johann Heinrich von Thünens Pionierarbeit auf dem Gebiet der Produktions- und Verteilungstheorie in der Mitte des 19. Jahrhunderts, gelang es Knut Wicksell, das Konzept der Produktionsfunktionen zu entwickeln. Im Jahr 1893 setzte Wicksell die von Thünen entwickelten Theorien erstmals in eine konsistente mathematische Formulierung um. Dabei wird meist unterstellt, dass die Produktionsfaktoren substituierbar sind.

## Arten
Allgemein wird zwischen der partiellen, partiell-totalen und der totalen Faktorsubstitution unterschieden:
- Bei der partiellen Faktorsubstitution kann ein Produktionsfaktor einen anderen nur teilweise ersetzen. Jeder Faktor muss mit einer Mindestmenge zum Einsatz kommen (Boden und Arbeit, Arbeit und Kapital).
- partiell-totale Faktorsubstitution: Ein Faktor kann vollständig durch den Einsatz eines anderen Faktors ersetzt werden, umgekehrt kann der andere Faktor aber nicht vollständig den einen Faktor ersetzen.
- Bei der totalen Faktorsubstitution können beide Produktionsfaktoren jeweils vollständig gegeneinander ersetzt werden. Bei Rohstoffen kann Textil vollständig durch Dralon, Nylon oder Perlon ersetzt werden.

Totale und partielle Faktorsubstitutionen führen zu qualitativ und quantitativ identischen Produktmengen bei qualitativen und/oder quantitativen Unterschieden hinsichtlich der Produktionsfaktoren.
Um denselben Output (Produktionsergebnis) erzielen zu können, kann ein geringerer Einsatz eines Faktors (etwa menschliche Arbeitsleistung) durch den Mehreinsatz eines anderen Produktionsfaktors (etwa Maschinen) ausgeglichen werden.

## Arbeit und Kapital
Häufigste Faktorsubstitution ist die zwischen Arbeit und Kapital. Zwischen der Faktorsubstitution bei den Produktionsfaktoren Arbeit und Kapital besteht vielfach Substitutionskonkurrenz, weil im Produktionsprozess die Frage zu beantworten ist, ob und inwieweit Arbeitskräfte durch Maschinen ersetzt werden sollen (Automatisierung, Mechanisierung). Da auch zwischen Arbeit und Kapital ein Komplementärverhältnis besteht, müssen beide Faktoren stets miteinander kombiniert werden, so dass weder auf Arbeit noch auf Kapital vollständig verzichtet werden kann. Der Mechanisierungsgrad wird dabei durch die volkswirtschaftliche Kennzahl der Kapitalintensität wiedergegeben.
Die Faktorsubstitution von Kapital durch Arbeit und umgekehrt wird über die Faktorpreise (Arbeitsentgelte, Kapitalzinsen) gesteuert. Diese Faktorpreise haben der Grenzproduktivitätstheorie zufolge eine Beziehung zur Faktorproduktivität (Arbeitsproduktivität, Bodenproduktivität, Kapitalproduktivität). Danach werden Produktionsfaktoren auf dem Faktormarkt gemäß ihren Grenzprodukten (Grenzprodukt der Arbeit, Grenzprodukt des Kapitals) entlohnt.
Die Substitutionskonkurrenz innerhalb des Faktors Kapital (so genannte Intra-Faktorsubstitution) besteht etwa hinsichtlich der verwendeten Rohstoffe (Stahl kann teilweise durch Kunststoff ersetzt werden) oder durch Ersatz von Fremdkapital durch Eigenkapital (und umgekehrt). Innerhalb des Faktors Arbeit können ungelernte Arbeitskräfte durch qualifizierteres Personal ersetzt werden.

## Produktionsprozess
Im Produktionsprozess verwandeln Unternehmen Inputs in Outputs (Produkte). Die Inputs bzw. Produktionsfaktoren werden meist in die Kategorien Arbeit, Boden (Rohstoffe) und Kapital eingeteilt, die jeweils enger definierte Unterkategorien umfassen können. Zum Input einer Bäckerei gehören beispielsweise die Arbeit der Mitarbeiter, die Rohstoffe wie Mehl und Zucker sowie das in Backöfen und andere Ausrüstungsgegenstände investierte Kapital. Diese Inputfaktoren werden für die Produktion von Outputs, wie in diesem Beispiel Brot, Kuchen und Gebäckstücke, benötigt.

## Produktionsfunktion
Die Beziehung zwischen den Inputs für den Produktionsprozess und den daraus resultierenden Outputs wird durch die Produktionsfunktion beschrieben. Eine Produktionsfunktion gibt die höchste Produktionsmenge {\displaystyle q} an, die ein Unternehmen mit jeder angegebenen Kombination von Inputs produzieren kann. Erzielen verschiedene Kombinationen von Produktionsfaktoren die gleiche Ausbringungsmenge, können sie grafisch in einer Kurve, genannt Isoquante, zusammengefasst werden. Die Isoquante zeigt die Flexibilität der Unternehmen bei Produktionsentscheidungen, da ein bestimmter Output auch bei unterschiedlicher Zusammenstellung der Inputs erreicht werden kann. Bei einer gegebenen Produktionsfunktion wird die Wahl der Faktorkombination von den Kosten der möglichen Produktionsfaktoren beeinflusst. Eine veränderte Kombination der Produktionsfaktoren ermöglicht unter Umständen eine Kostensenkung und Gewinnmaximierung.
Es ist zu beachten, dass die Produktionsfunktion auf eine bestimmte Technologie abzielt. Gemeint ist ein bestimmter Kenntnisstand über die verschiedenen Methoden, die zur Umwandlung der Faktoreinsatzmengen in Gütermengen eingesetzt werden können. Wenn die Technologie weitere Fortschritte macht und sich die Produktionsfunktion ändert, kann ein Unternehmen bei einer gegebenen Inputmenge einen größeren Output erzielen.
Letztendlich beschreibt die Produktionsfunktion, was technisch machbar ist, wenn das Unternehmen effizient arbeitet – das heißt, wenn das Unternehmen jede Inputkombination so effektiv wie möglich einsetzt. Es ist anzunehmen, dass gewinnorientierte Unternehmer keine Ressourcen verschwenden und daher die Produktion stets technisch effizient gestalten.

## Modell der Faktorsubstitution
Entsprechend der Produktionsfunktion können die Gütermengen auf unterschiedliche Art und Weise hergestellt werden. Aus Gründen der Vereinfachung wird davon ausgegangen, dass lediglich zwei Produktionsfaktoren existieren. Sowohl Input als auch Output sollen beliebig teilbar sein. Im Modell wird angenommen, dass der Output gleich bleibt und auf bestimmte Mengen des einen Faktors verzichtet werden kann, wenn die Einsatzmenge des anderen Faktors erhöht wird. Der Output steigt oder bleibt mindestens gleich, sofern der Einsatz eines Faktors bei Konstanz des anderen erhöht wird. Wenn immer weniger Einheiten des einen Produktionsfaktors vorhanden sind, muss eine Einheit dieses Faktors durch umso mehr Einheiten des anderen Faktors ersetzt bzw. substituiert werden. Somit verlaufen die Isoquanten bei den meisten Produktionstechnologien konvex.
Um das Modell besser zu veranschaulichen, wird angenommen, dass die Inputs Arbeit {\displaystyle L} und Kapital {\displaystyle K} bestehen. Die Produktionsfunktion {\displaystyle q} gibt hierbei die höchste Ausbringungsmenge wie folgt an:
{\displaystyle q=F(K,L)\!\,}.
Für die Produktionsfunktion in der Gleichung kann dies bedeuten, dass mehr Kapital und weniger Arbeit eingesetzt wird oder umgekehrt. So kann beispielsweise Wein auf arbeitsintensive Weise mit vielen Arbeitskräften oder auf kapitalintensive Weise mit Hilfe von Maschinen und unter Einsatz von nur wenigen Arbeitern hergestellt werden. In diesem Beispiel wird der Faktor Arbeit durch den Faktor Kapital substituiert.

## Grenzrate der Faktorsubstitution
Da auch in der Haushaltstheorie eine Grenzrate der Substitution bestimmt wird, bezeichnet man sie in der Produktionstheorie als Grenzrate der technischen Substitution (GRTS) oder Faktorsubstitution. Die GRTS entspricht der Steigung der Isoquante und gibt an, wie viele Einheiten des einen Faktors durch eine Einheit des anderen Faktors ersetzt werden können, während der Output konstant bleibt. Grundidee ist hier, dass ein Produzent mehrere Produktionsfaktoren (vereinfachend meist zwei) bei der Herstellung seines Gutes einsetzen kann. Das Faktoreinsatzverhältnis ist jedoch in den meisten Fällen nicht eindeutig vorgegeben, so dass ein Produktionsfaktor durch einen anderen substituiert werden kann. Im folgenden Beispiel beschreibt die GRTS, wie viele zusätzliche Einheiten Arbeit {\displaystyle L} benötigt werden, um bei einer Einheit Kapital {\displaystyle K} weniger den gleichen Output zu erzielen. Dabei sei {\displaystyle \Delta L} die zusätzlich eingesetzte Menge Arbeit, {\displaystyle \Delta K} die weniger eingesetzte Menge Kapital:
{\displaystyle GRTS_{LK}={\frac {\Delta L}{\Delta K}}}.
Da dem Zuwachs (+) beim einen Faktor, ein Rückgang (-) beim anderen gegenübersteht, nimmt die Grenzrate der Faktorsubstitution einen negativen Wert an. Die GRTS sinkt bei ständigem Mindereinsatz eines Faktors ({\displaystyle \Delta K}), da dieser immer durch Mehreinsatz des anderen Faktors ({\displaystyle \Delta L}) ausgeglichen werden muss. Folglich vermindert sich die „Substitutionskraft“ des ersetzenden Faktors ({\displaystyle \Delta L}).
Die Grenzrate der Faktorsubstitution spielt vor allem bei der Verwendung unterschiedlicher Produktionsfunktionen eine Rolle.

## Auswirkungen spezieller Produktionsfunktionen

Abbildung 1: Die Isoquanten bei Inputs, die vollkommene Substitute sind

### Vollkommene Substitute
Um den möglichen Grad der Substitution darstellen zu können, wird die Produktionsfunktion in zwei Extremfälle unterteilt. Im ersten Extrem (Abbildung 1) sind die Produktionsfaktoren vollkommene Substitute. In diesem Fall ist die GRTS in allen Punkten der Isoquante konstant. Infolgedessen kann die gleiche Gütermenge (beispielsweise {\displaystyle q_{3}}) fast ausschließlich mit Kapital (in Punkt {\displaystyle A}), fast ausschließlich mit Arbeit (im Punkt {\displaystyle C}) oder mit einer ausgeglichenen Kombinationen von beiden (im Punkt {\displaystyle B}) produziert werden. So können beispielsweise Musikinstrumente fast ausschließlich mit Werkzeugmaschinen oder mit nur sehr wenigen Werkzeugen und hoch qualifizierter Arbeit produziert werden.

### Festes Einsatzverhältnis der Substitute

Abbildung 2: Die Produktion mit festem Einsatzverhältnis

Im anderen Extrem mit festem Einsatzverhältnis in der Produktionsfunktion, besteht keine Möglichkeit die Inputs untereinander zu substituieren. Das heißt, für jedes Produktionsniveau ist eine spezielle Kombination von Arbeit und Kapital erforderlich. Zusätzliche Gütermengen können nur erzielt werden, wenn Arbeit und Kapital jeweils in einem bestimmten Verhältnis hinzugefügt werden. Folglich haben die Isoquanten eine L-förmige Gestalt, ebenso wie die Indifferenzkurven, wenn zwei Güter vollkommene Komplementärgüter sind. Ein Beispiel dafür ist der Bau von Betonfußwegen mit Hilfe von Presslufthämmern. Zur Bedienung eines Presslufthammers wird eine Person gebraucht – die Produktion wird weder durch zwei Personen und einen Presslufthammer noch durch eine Person und zwei Presslufthämmer gesteigert.
In Abbildung 2 stellen die Produkte {\displaystyle A} und {\displaystyle B} technische effiziente Inputkombinationen dar. Beispielsweise kann zur Produktion der Gütermenge {\displaystyle q_{1}} wie im Punkt {\displaystyle A} ein Arbeitsvolumen {\displaystyle L_{1}} und eine Kapitalmenge {\displaystyle K_{1}} eingesetzt werden. Bleibt das Kapital fix bei {\displaystyle K_{1}}, wird durch die Erhöhung der Arbeit die Gütermenge nicht verändert. Dies geschieht auch nicht, wenn bei fixem {\displaystyle L_{1}} das Kapital erhöht wird. Folglich ist in den vertikalen und horizontalen Abschnitten der L-förmigen Isoquanten entweder das Grenzprodukt des Kapitals oder das Grenzprodukt der Arbeit gleich null. Höhere Gütermengen werden nur erzielt, wenn sowohl das Kapital als auch die Arbeit erhöht werden, wie dies beim Wechsel von der Inputkombination {\displaystyle A} zur Inputkombination {\displaystyle B} der Fall ist.

## Wirtschaftliche Aspekte
Ob eine Faktorsubstitution möglich ist, wird weitgehend von den Produktionsverfahren bestimmt, ob sie erfolgt, hängt von den verfügbaren Faktormengen, Faktorpreisen und institutionell-rechtlichen Einflussfaktoren ab. Der Faktor Arbeit kann niemals vollständig substituiert werden; eine minimale Faktorausstattung der Arbeit bleibt stets erhalten. Wird der Faktor Arbeit durch den Faktor Kapital teilweise ersetzt, erhöht dies die Arbeitsproduktivität und verringert die Kapitalproduktivität. Bleibt dabei die Kapitalproduktivität jedoch konstant, so kann dies am technischen Fortschritt oder an der Veränderung des Auslastungsgrades liegen.
Steigt der Faktorpreis (bei theoretisch lediglich vorhandenen Produktionsfaktoren Arbeit und Kapital) des Faktors Arbeit und konstantem Preis für den Faktor Kapital, so wird ein weiterer Arbeitseinsatz für ein Unternehmen unattraktiv. Arbeit kann zwar teuer sein, aber muss mit hoher Arbeitsproduktivität verbunden sein, weil sie ansonsten durch Kapital substituiert wird. Lohnerhöhungen, die über die Grenzproduktivität der Arbeit hinausgehen, führen bei substitutionaler Produktionsfunktion unter Beachtung des Ziels der Kostensenkung zu Verschiebungen des Faktoreinsatzverhältnisses zu Lasten der Arbeit; sie wird (teilweise) durch Kapital ersetzt.
In der Industrie herrschen oft limitationale Verhältnisse, die eine Faktorsubstitution ausschließen und in linearen Ertrags- und Kostenverläufen zum Ausdruck kommen. Sind beispielsweise für die Bedienung und Kontrolle einer Maschine zwei Arbeitskräfte erforderlich, so bedarf die Anschaffung einer weiteren Maschine auch der Einstellung von zwei weiteren Arbeitskräften; eine Faktorsubstitution ist hierbei nicht möglich. Auf längere Sicht ist jedoch auch ein Industriebetrieb nicht an ein ursprünglich gewähltes Produktionsverfahren gebunden. Außerdem kann der technische Fortschritt vorhandene limitationale Produktionsfunktionen verändern.